# Lagarfljót (jezioro)

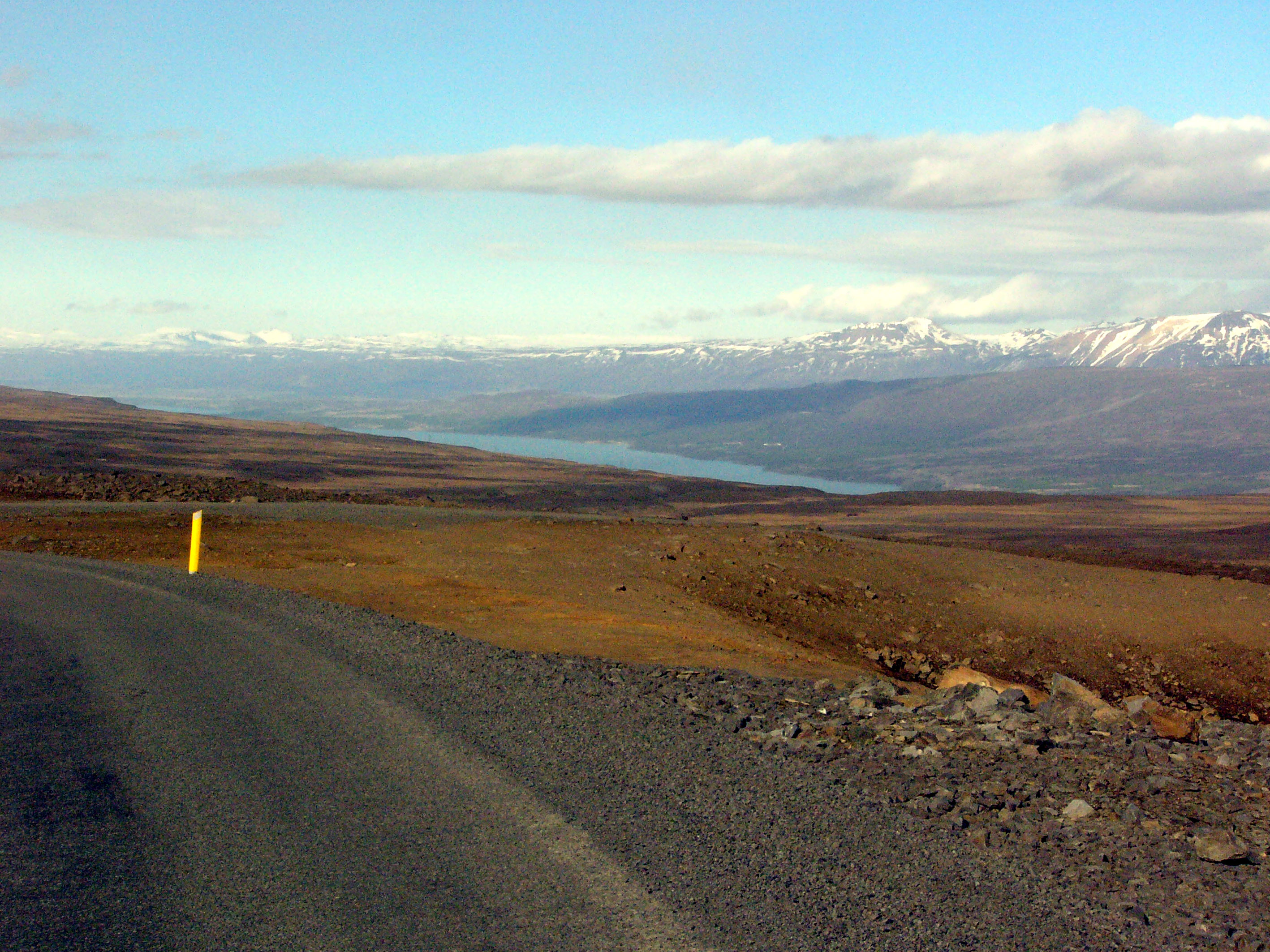
Jezioro Lagarfljót

Lagarfljót (Lögurinn) – jezioro położone we wschodniej Islandii w pobliżu Egilsstaðir. Ma powierzchnię 53 km², max. 112 m głębokości, długość 25 km i szerokość w najszerszym miejscu ok. 2,5 km. Do jeziora wpływa rzeka Lagarfljót. W pobliżu jeziora znajduje się największy kompleks leśny Islandii – Hallormsstaðursskogar oraz jeden z najwyższych wodospadów w tym kraju (118 m wysokości) – Hengifoss. Poniżej znajduje się drugi wodospad – Litlanesfoss.
Podobnie jak na temat szkockiego Loch Ness, na temat tego jeziora również krążą legendy o żyjącym w jego głębiach potworze.